# Pietro Guerrini
Pietro Guerrini (* 1651; † 1716) war ein Florentiner Zeichner, Techniker und Spion, der im Auftrag des Großherzoges Cosimo III. Medici zwischen 1682 und 1686 die Schweiz, Deutschland, Frankreich, Niederlande und England mit dem Ziel der Militär- und Wirtschaftsspionage auskundschaftete.

## Leben und Wirken
Die Familie Pietro Guerrinis stammte aus der Toscana Romagna und war in der Generation vor Pietro nach Florenz zugezogen. Pietro Guerrini erhielt eine Ausbildung als Zeichner und Techniker und trat in den Staatsdienst unter der Regierung Cosimo III. ein.
Der Granduca des norditalienischen Staates Florenz hatte zu Beginn der 80er Jahre ein technologisches Zurückfallen seines Landes gegenüber den nordeuropäischen Staaten bemerkt. Pietro Guerrini erhielt vom Großherzog persönlich den Auftrag große Teile Nordeuropas zu bereisen und alle Objekte von militärischen oder wirtschaftlichen Interesse auszukundschaften. Die Korrespondenz mit dem Großherzog lief über den herzoglichen Sekretär Apollonio Bassetti, der während der Reise von 1682 bis 1686 durch die Schweiz, Deutschland, Frankreich, die Niederlande und England den Agenten durch Briefe führte. Guerrini seinerseits hatte regelmäßig Bassetti die Ergebnisse seiner Nachforschungen zu berichten, die möglichst mit detaillierten technischen Zeichnungen zu belegen waren. Es gibt Belege dafür, dass Anregungen Guerrinis in der Toskana umgesetzt wurden. Das besondere Interesse Cosimos III. galt militärischen und zivilen Maschinen. Ein guter Teil von Guerrinis Korrespondenz und auch Bildmaterial haben sich im florentiner Staatsarchiv erhalten. Sie wurden 2005 von Francesco Martelli publiziert und sind eine bedeutende Quelle für die europäische Wirtschaftsgeschichte nach dem Holländischen Krieg.

## Weblink
- Staatsarchiv Florenz

| Personendaten    | Personendaten                             |
| ---------------- | ----------------------------------------- |
| NAME             | Guerrini, Pietro                          |
| KURZBESCHREIBUNG | Florentiner Zeichner, Techniker und Spion |
| GEBURTSDATUM     | 1651                                      |
| STERBEDATUM      | 1716                                      |